# مهرزاد
مهرزاد اسم اصیل ایرانی و زرتشتی به معنی زادهٔ مهر ، فرزند خورشید ، ایزد میترا یا مهر ، عدالت خورشید یا مهر مادری است (که مهر خود به معنی محبت یا خورشید است)
در دوران باستان در آیین زرتشتی ، پسران و دختران نیم برج دوم از آذر ماه را مهرزاد نام گذاری می‌کردند 
بخاطر زایش مهر
نام کوچک
- مهرزاد فولادیان
- مهرزاد معدنچی
- مهرزاد بروجردی
- مهرزاد مرعشی
- مهرزاد مینویی
- مهرزاد خلیلیان
- مهرزاد مهروان

نام خانوادگی
- مرتضی مهرزاد
- توران مهرزاد